# Fidia Gambetti
Fidia Gambetti (Bagni di Porretta, 1911 – Roma, marzo 1996) è stato un giornalista e scrittore italiano.

## Biografia
Fin da giovanissimo, Gambetti si dedicò con passione alla poesia e al giornalismo e a 16 anni pubblicò le prime poesie e i primi articoli; nel 1930, a neanche vent'anni divenne redattore del Popolo di Romagna. Dal 1931 al 1940 lavorò come giornalista e anche direttore di diversi settimanali, a Forlì, Ravenna, Rimini (allora in Provincia di Forlì), Brescia, Asti. Partecipò ai Littoriali del 1934 e 1935 per il giornalismo, la poesia e la critica cinematografica. In quegli anni fu attivo all'interno dei GUF (Gruppi Universitari Fascisti).
Appartenne alle frange "dissidenti" del Partito Nazionale Fascista, tanto che venne sospeso dal partito nel 1935 per volontà di Achille Starace, ma poco dopo, nel 1936 vinse il Premio «Poeti del tempo di Mussolini» con "Il canto dei giovani esclusi", ripreso da diversi quotidiani fra i quali "Il Popolo d'Italia". Il 13 giugno 1940 scelse di andare come volontario in guerra rinunciando ai gradi e partendo come semplice Camicia nera.
Nel frattempo pubblicò un libro, Controveleno che piacque molto anche ad Ezra Pound, che scrisse: «ho ricevuto in questi giorni il volume di Fidia Gambetti, Controveleno, libro di dottrina e più che di dottrina, di fede e di stile fascista, di fascista nato. [...] Ecco un libro senza paura. Un libro che delinea e riafferma delle verità che abbiamo capito, ma che non dobbiamo dimenticare. Un libro fascista e confuciano, dunque!». Nel dicembre del 1942 fu preso prigioniero in Russia durante la Campagna di Russia. Durante la prigionia si avvicinò alle idee comuniste e si iscrisse al PCI.
Dopo la guerra fu redattore de l'Unità, condirettore della rivista Vie nuove, redattore capo di Paese Sera. Nell'immediato dopoguerra fu redattore dell'Unità di Genova e poi responsabile degli Interni dell'edizione milanese dell'Unità e in tale veste conobbe e aiutò molti giovani scrittori di area comunista: tra gli altri Gianni Rodari, Silvio Micheli e Marcello Venturi.  Ebbe poi un momento di notorietà nel corso delle indagini per il cosiddetto Caso Montesi: era infatti direttore responsabile della rivista Vie nuove, che pubblicò rivelazioni che associavano il musicista Piero Piccioni all'ambiente in cui era vissuta la vittima.
Fu querelato insieme all'autore dell'articolo Marco Sforza Cesarini dal musicista (figlio del potente ministro democristiano Attilio Piccioni): Sforza Cesarini fu indotto a ritrattare e Gambetti cadde in disgrazia nel PCI. Fu relegato a direttore della pur prestigiosissima libreria Rinascita, che aveva sede nello stesso edificio della direzione del PCI, in Via delle Botteghe Oscure: di questi anni ha dato testimonianza nel volume Dietro la vetrina a Botteghe Oscure. È stato testimone dall'interno dell'evoluzione di tanti giovani intellettuali dall'ammirazione per il Fascismo a posizioni democratiche e comuniste, testimoniò di essa e degli anni seguenti (prigionia in URSS e impegno nel PCI) in una  serie di opere autobiografiche.
Fu sempre nemico delle tendenza politiche interne al PCI che gli sembravano opportunistiche, "gesuitiche", compromissorie e fu vicino a dirigenti più "intransigenti" come Pietro Secchia, Edoardo D'Onofrio, Paolo Robotti, pur non condividendone l'indulgenza verso lo stalinismo. "Gambetti è stato negli anni giovanili un fascista militante e, dopo la traumatica esperienza della prigionia in URSS, è diventato un comunista militante. Sua caratteristica è stata di aver messo in ambedue le posizioni tenute lo stesso impegno, la stessa serietà , la stessa esigenza di pulizia", ha detto di lui lo storico Paolo Alatri

## Opere principali
- Sete all'ombra, Forlì 1932 (con lo pseud. di Livio Randi)
- Cronache del tempo fascista, 1936
- Figlio d'uomo, Roma Modernissima, 1940, 400 copie numerate
- Controveleno, 1942
- Purgatorio, 1948
- Inchiesta sul Fascismo, 1952 (vincitore del premio Saint Vincent)
- I morti e i vivi dell'ARMIR, 1953
- Gli anni che scottano, 1967
- Né vivi né morti, 1972
- Nuove poesie nuove, 1973
- La grande illusione, 1976
- Siberia '43, 1983
- Dietro la vetrina a Botteghe Oscure, 1989
- Comunista, come, perché, Roma 1992
- Cartoline in franchigia, 1993